# Калнцемпская волость
Калнцемпская волость (латыш. Kalncempju pagasts) — одна из шестнадцати территориальных единиц Алуксненского края Латвии. Находится на юге края. Граничит с Зелтинской, Алсвикской и Аннинской волостями своего края, а также с Белявской и Стамериенской волостями Гулбенского края.
Крупнейшими населёнными пунктами волости являются сёла: Калнцемпьи (волостной центр), Пужупи, Жагатас.
По территории волости протекают реки: Медньупе, Папарзе, Бритене. Часть южного участка границы волости проходит по озеру Спривулю.

## История
Нынешняя Калнцемпская волость была сформирована в 1868 году на землях Калнамуйжского поместья, до 1925 года называлась Калнамуйжской волостью. В 1935 году в Калнцемпской волости Валкского уезда проживало 1953 жителей на площади 86,7 км².
В 1945 году в Калнцемпской волости были созданы Калнцемпский и Калниенский сельские советы (в 1946—1949 годах в составе Алуксненского уезда). После отмены в 1949 году волостного деления Калнцемпский сельсовет входил поочерёдно в состав Апского (1949—1956), Алуксненского (1956—1962, 1967—2009) и Гулбенского (1962—1967) районов.
В 1990 году Калнцемпский сельсовет был реорганизован в волость. В 2009 году, по окончании латвийской административно-территориальной реформы, Калнцемпская волость вошла в состав Алуксненского края.